# Oligonychus plicarum
Oligonychus plicarum är en spindeldjursart som beskrevs av De Leon 1957. Oligonychus plicarum ingår i släktet Oligonychus och familjen Tetranychidae. Inga underarter finns listade i Catalogue of Life.